# 素面爵
素面爵即表面无纹案的爵礼器，大多使用于殷商时期。素面爵为三足陶器，一级文物。爵是一种酒器，相当现在的酒杯，相传古时候大将军出征前，皇上为其送行，用爵畅饮，后来爵也作为礼器使用。

## 出土
沧县倪杨屯商代遗址出土素面爵，商朝，流至尾宽15.6公分，高18.5公分，青铜质。素面，长流翘尾，菌状双柱立于近流折处，卵形深腹，半圆形带状单执，三棱形锥状实足。
郑州南关外遗址出土素面爵。
湖北盘龙城遗址出土素面爵。